# زاید خان
زاید عباس خان (انگلیسی: Zayed Abbas Khan؛ زاده ۵ ژوئیه ۱۹۸۰) هنرپیشه و تهیه‌کننده اهل هند است. دیا میرزا و ایشا دئول دوستان دوران دبیرستان زاید خان هستند.

## اوایل زندگی
زاید خان فرزند سنجای خان و از هنرپیشگان معروف دهه ۶۰ و ۷۰ میلادی است عمو او فیروز خان نیز از هنرپیشه‌های معروف بوده‌است و عموی دیگرش علی اکبر خان در حال حاضر بازیگر است. شوهر خواهر سابق او هرتیک روشن نیز بازیگر است. همچنین فردین خان پسر فیروز خان نیز پسر عموی زاید خان است.

## فیلم‌شناسی
فهرست برخی از فیلم‌های که زاید خان در آن‌ها به ایفای نقش پرداخته‌است:
- اسیر تو (۲۰۰۳)
- من اکنون اینجایم (۲۰۰۴)
- وعده (۲۰۰۵)
- کلمات (۲۰۰۵)
- ده (۲۰۰۵)
- ازدواج شماره ۱ (۲۰۰۵)
- باشگاه مبارزه-فقط اعضا (۲۰۰۶)
- راکی   شورشی (۲۰۰۶)
- وجه نقد (۲۰۰۷)
- سرعت (۲۰۰۷)
- ام شنتی ام (۲۰۰۷) حضور کوتاه
- عملیات استانبول (۲۰۰۸)
- یووراج (۲۰۰۸)
- آبی (۲۰۰۹)
- غریبه‌ها (۲۰۱۰) حضور نسبتاً کوتاه
- عشق جدایی زندگی (۲۰۱۱)
- ستیز (۲۰۱۲)
- شرافت مدت زیادی است که از بین رفته‌است (۲۰۱۵)